# 黒川修治
黒川 修治（くろかわ しゅうじ）は、日本の土木技術者、実業家。大林道路代表取締役社長。

## 来歴
大阪府出身。
追手門学院高等学校を経て、1980年に大阪大学工学部土木工学科を卒業し、大林組に入社した。
2015年に執行役員東京本店土木事業部担任副事業部長となり、以後、常務執行役員東京本店土木事業部副事業部長（2017年）、東京本店土木事業部長（2018年）を経て、2021年4月1日に大林道路代表取締役社長に就任した。